# 长齿多叶香茶菜
长齿多叶香茶菜（学名：Isodon pleiophyllus var. dolichodens）为唇形科香茶菜属下的一个变种。